# آینه (منطقه مسکونی)
آینه (به لاتین: Ayene) یک شهرداری در گینه استوایی است که در گینه استوایی واقع شده‌است. آینه ۳٬۴۸۲ نفر جمعیت دارد.